# 阿尔维斯尧尔市镇

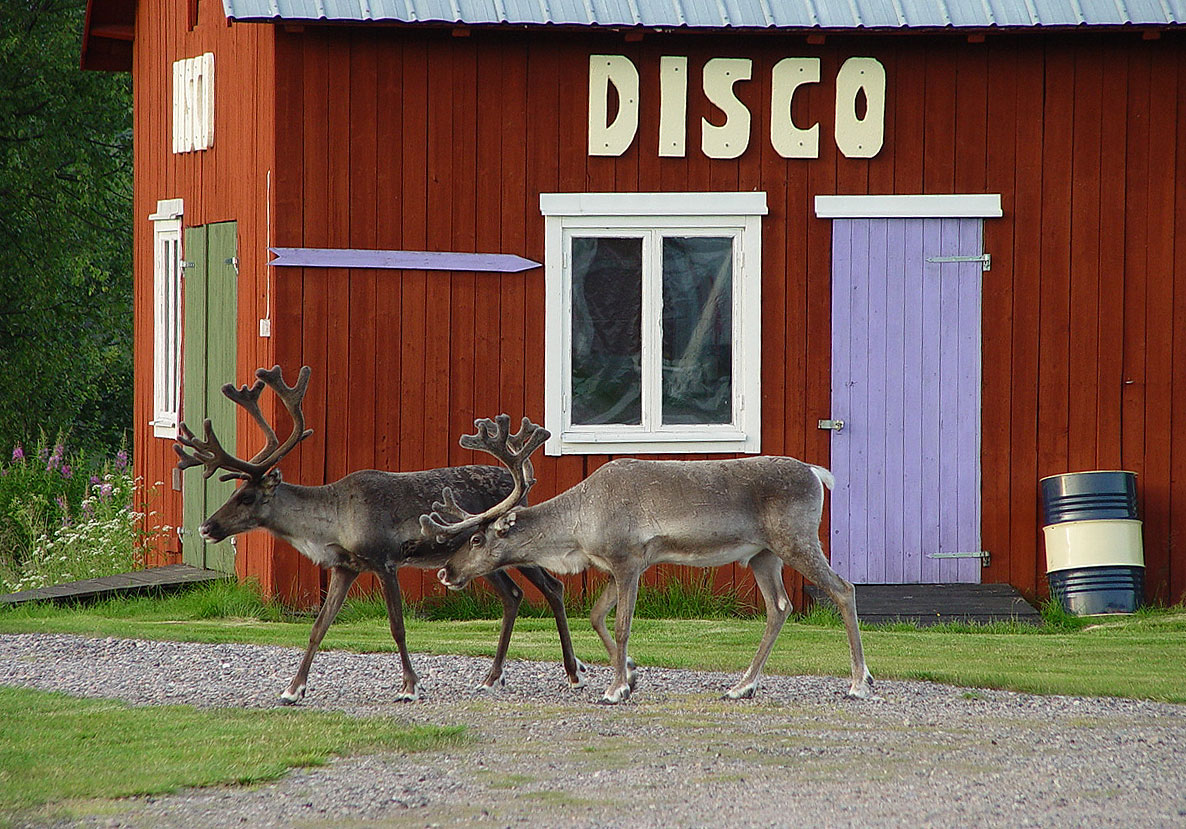
迪斯科厅外的驯鹿

阿尔维斯尧尔市镇（瑞典語：Arvidsjaurs kommun）是瑞典北部北博滕省的一个市镇。其治所位于阿尔维斯尧尔。